# People Movers (aéroport international de Tampa)
Les People Movers de l'aéroport international de Tampa sont un ensemble de navettes automatisées fonctionnant au sein de l'aéroport international de Tampa. Le principal groupe de navettes relient le terminal principal de l'aéroport à quatre terminaux satellites côté piste (A, C, E, F). Ouvert en avril 1971, c'est le premier système de navettes automatiques au monde construit dans un aéroport. Un monorail relie le terminal principal et le parking à partir de 1991, mais est arrêté depuis début 2020. Une sixième ligne connue sous le nom de SkyConnect a commencé à fonctionner en 2018 et relie le terminal principal au parking économique et au centre de location de voitures de l'aéroport.

## Navettes des terminaux satellites

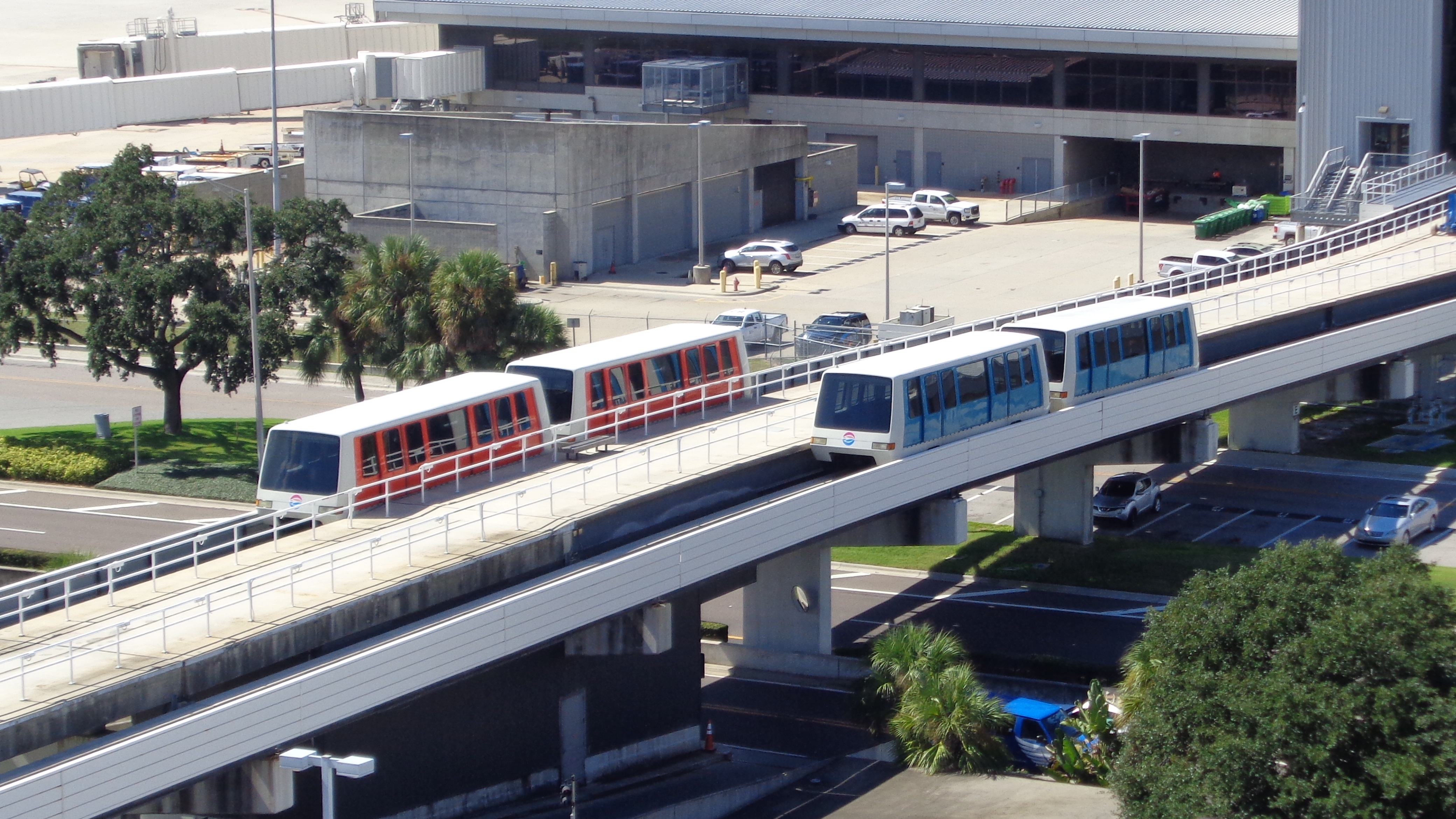
Navettes du terminal satellite E.

Les quatre systèmes de navettes automatiques actuellement en service côté piste relient le niveau 3 du terminal principal aux satellites côté piste A, C, E et F. Ces navettes totalisent 1,74 km de voie double. Chaque ligne se compose de deux voies de guidage et sur chaque voie de guidage circule un train de deux voitures. Les passagers embarquent sur une plate-forme insulaire entre les deux voies de guidage et débarquent sur des plates-formes latérales. Les stations sont dotées de portes palières. Les ateliers de maintenance sont situées sous les stations des satellites.
Les navettes des terminaux satellite côté piste B, C, D et E furent inaugurées en avril 1971 et ce furent les premières navettes automatiques en service dans un aéroport. Deux des navettes (C et D) étaient longues de 305 m, les deux autres (B et E) autour de 240 m. Ces navettes utilisaient à l'origine huit véhicules C-100 en unité simple construits par la division transport de Westinghouse. La division a été intégrée chez Adtranz qui a ensuite été acquise par Bombardier Transport.
En 1987, une cinquième navette fut mise en service pour desservir le terminal satellite F. Sa longueur atteint 340 m et chaque voie est exploitée par un train de deux véhicules fonctionnant en navette. La durée du trajet est de 2 min 20 s avec une vitesse maximum de 48 km/h et un intervalle d'embarquement de 70 secondes.
Le terminal satellite B a été mis hors service en 1990. L'infrastructure de la navette de l'ancien terminal B fut démantelée, les véhicules de la navette B ont été mis au rebut.
L'exploitation et la maintenance des navettes des aérogares sont attribuées sans discontinuité au constructeur.

### La rénovation des navettes de 1996

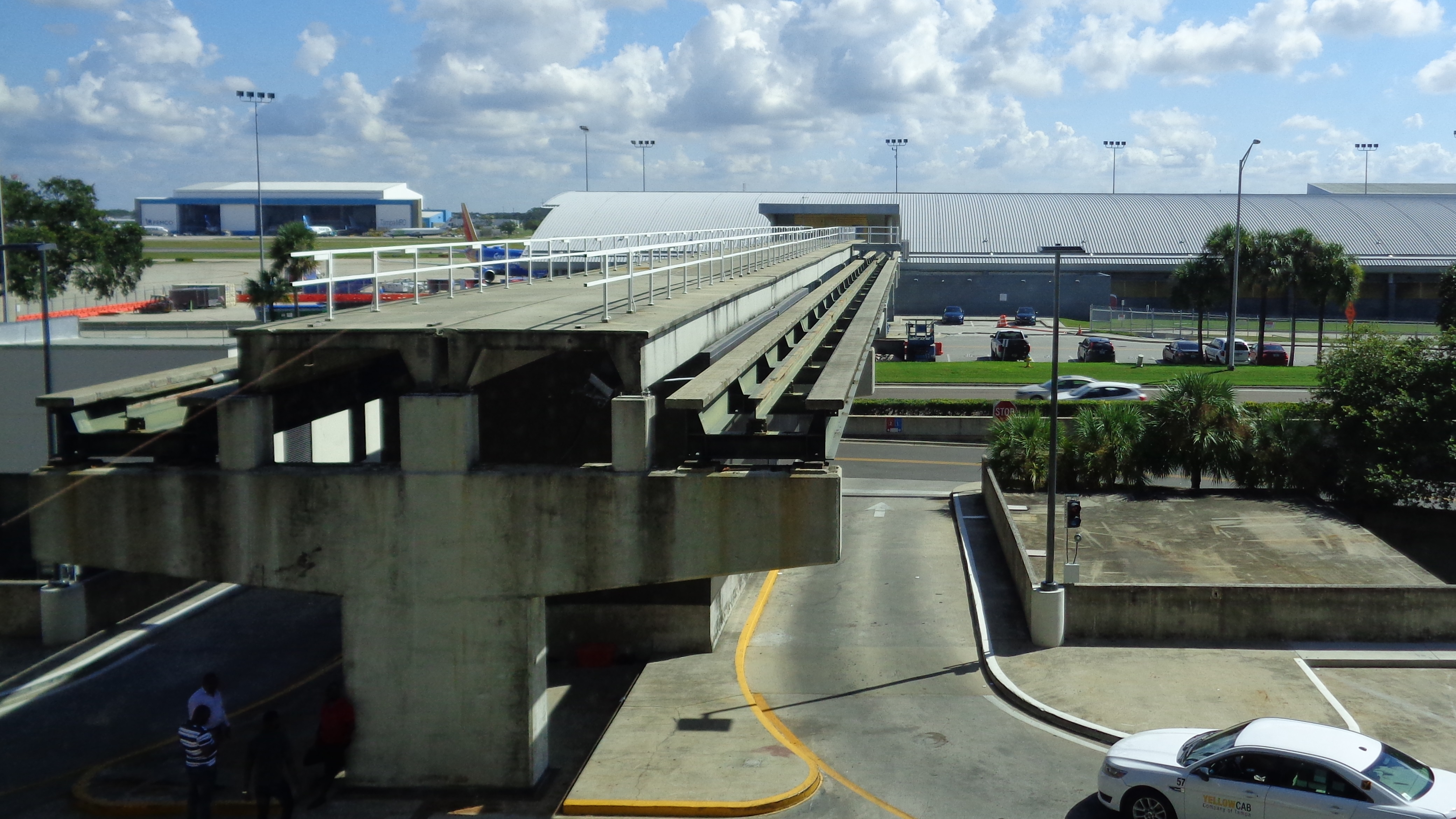
Voie de guidage du terminal satellite E désaffecté.

En novembre 1991, une étude menée par le cabinet Lea and Elliott recommanda une mise à niveau du système des navettes. En 1993, Adtranz a été choisi pour fournir quatre nouveaux véhicules CX-100 afin de remplacer les voitures originales des navettes des terminaux C et D. Le remplacement des véhicules fut réalisé en 1995-1996.
En 1995, le terminal satellite A a ouvert avec une navette de 793 m. double voie desservie par deux trains de deux véhicules du même constructeur.
Les véhicules d'origine ont été remplacés en 1996 par des véhicules Bombardier CX-100 (Innovia APM 100) similaires en 1996.

### Les reconstructions d'aérogares et de leurs navettes
L'ancienne aérogare E est démolie et reconstruite en 2002.
L'ancienne aérogare C est démolie et reconstruite en 2005. En avril 2005, la nouvelle aérogare C avec sa navette automatique est inaugurée.
L'ancienne aérogare D est démolie en 2008. En 2019, l'ancienne voie de guidage du terminal D est démantelée. Une nouvelle aérogare D est en cours de construction, ralentie du fait de la pandémie.

## Le monorail des parkings

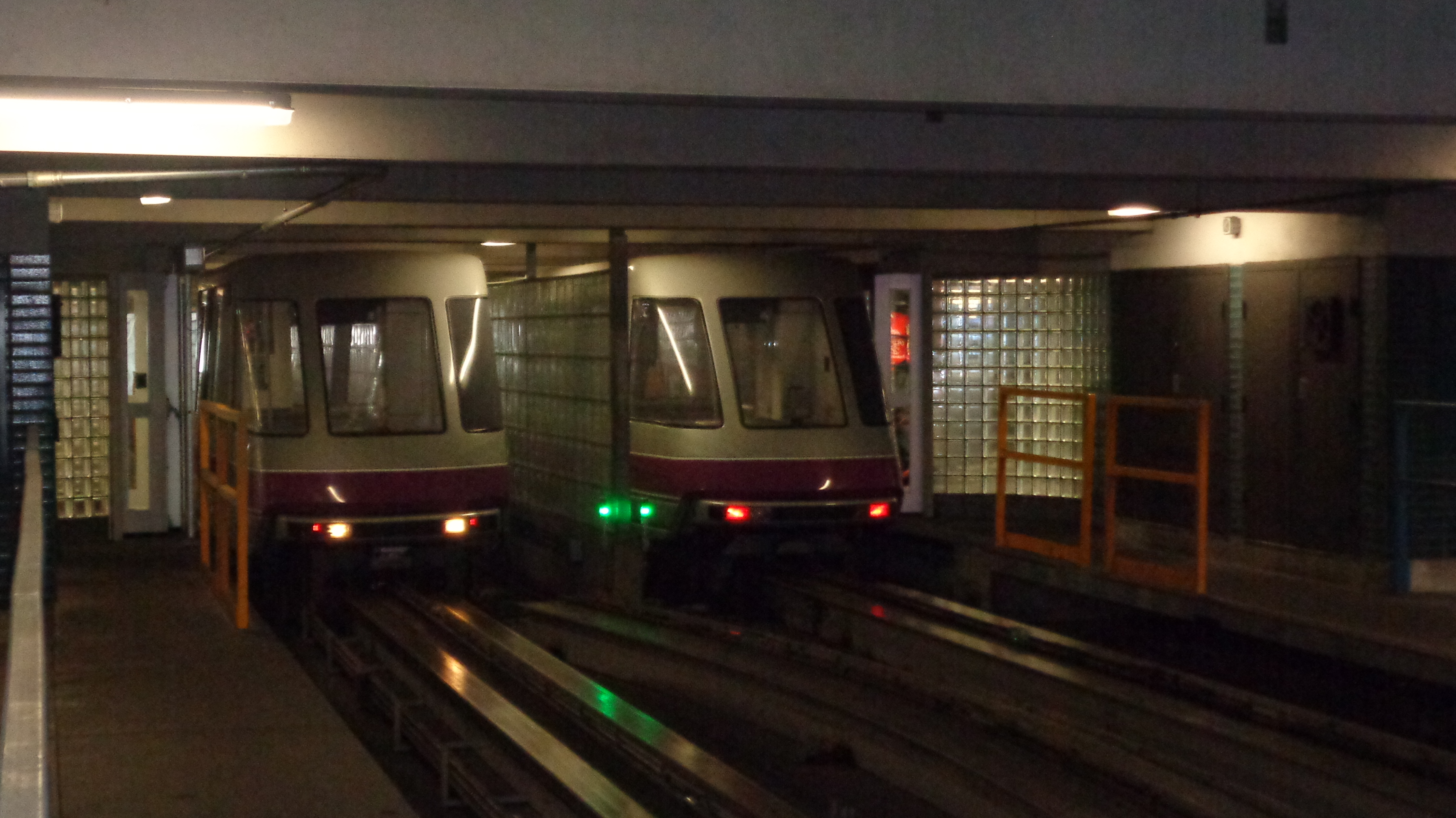
Véhicules du monorail.

À la fin des années 80, la Hillsborough County Aviation Authority décida de desservir par navette automatique les parkings mis à disposition des clients des compagnies aériennes. La configuration sélectionnée fut un système en boucle pincée (boucle avec section de rebroussement à deux voies sur la dalle du parking), utilisant cinq véhicules pour transporter les passagers aux barres d'ascenseurs du parc de stationnement de longue durée allant vers le niveau 7 du terminal principal côté ville.
Trois firmes ont soumis des propositions et la technologie UM-III de TGI (acquise par Bombardier) a été sélectionnée. Cinq véhicules UM-III fonctionnent aux heures de pointe le long d'une poutre montée en surface dans les zones de guidage. Un sixième véhicule est en réserve. Les automatismes du système sont le Seltrac S40 de la société Alcatel. Chaque véhicule mesure 7,9 m de long. La capacité théorique de chaque véhicule est de 17 passagers (8 assis et 9 debout), mais moins lorsque les passagers viennent avec des bagages volumineux. Les véhicules Bombardier UM-III sont également utilisés sur le Jacksonville Skyway.
Le monorail automatisé été mis en service en décembre 1991. Sur une longueur de 860 m. les véhicules desservent 24 h/24 sept stations avec un intervalle de 77 secondes. La boucle intérieure au parking comprend quatre stations et la section de rebroussement, intérieure au terminal principal, comporte trois stations qui correspondent aux lieux d'enregistrement des bagages, de délivrance des bagages et de vente des billets d'avion. La vitesse de service est de 9 km/h pour une vitesse maximale de 19 km/h. La capacité nominale du système est de 800 passagers par heure.
L'exploitation et la maintenance du système sont assurées par la société Bombardier.
Le monorail a fermé temporairement au début de 2020.

## La navette SkyConnect

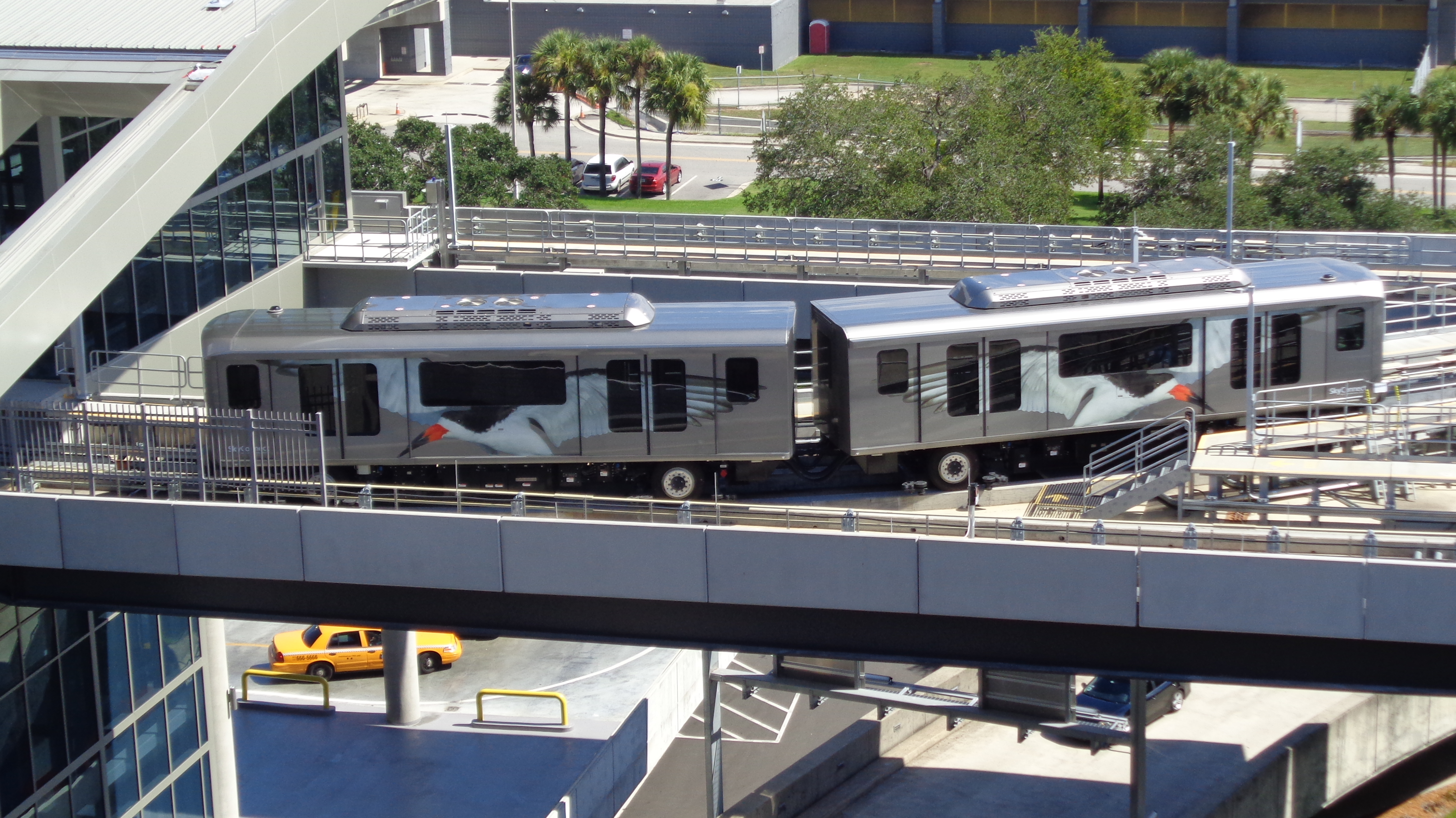
Véhicules du SkyConnect.

Le projet de construction d'une sixième navette commence en 2013 avec le projet d'un nouveau parc de stationnement et du complexe de location de voitures. Mitsubishi Heavy Industries reçoit une commande de la Hillsborough County Aviation Authority (HCAA) en novembre 2014 pour l'intégration de l'ensemble du système, y compris les travaux d'installation de 12 véhicules Crystal Mover, d'un véhicule d'entretien et du système de signalisation.
La navette, appelée SkyConnect, entre le terminal principal et le complexe de location de voitures est mise en service en février 2018 en même temps que le complexe.
D'une longueur de 2,2 km double voie, elle dispose de trois stations, une au niveau 4 du terminal principal (juste au-dessus de l'ancienne ligne du terminal B), une au parc de stationnement courte durée et une au centre de location de voiture.
En décembre 2018, Mitsubishi obtient un contrat pour la livraison de quatre véhicules supplémentaires. Il s'agit de faire passer la capacité de transport de la navette de 2 850 à 3 990 passagers par heure et par direction.